# Vratislav Kazimír Šembera
Vratislav Bedřich Kazimír Šembera (také psáno Schembera; 4. března 1844, Olomouc – 4. prosince 1891, Vídeň) byl český básník a novinář. 
Vystudoval práva a pracoval v několika českých i německých novinách (Národní listy, Hlasy, Květy, Ost und West), posléze se přestěhoval do Vídně, poněmčil se a pracoval v německých novinách a časopisech (Der Wanderer, Neues Wiener Tagblatt), zejména jako umělecký referent (psal o Wagnerových operách, hudbě a výtvarném umění obecně). 
V mládí psal básně, vydal dvě básnické sbírky, Z mladých ňader (1863) a Drobné listí (1864), nepočítaje v to některé časopisecky otištěné básně v českém i německém tisku a nejrůznějších almanaších. Coby básník je pozoruhodný jako autor prvního překladu básně Edgara Allana Poea Havran do češtiny, jeho překlad však nebyl příliš úspěšný, vyšel pouze jednou, časopisecky v roce 1869 a později přetištěn pouze v translatologických studiích jako historický dokument.
Přátelil se s Janem Nerudou.